# Långholmen

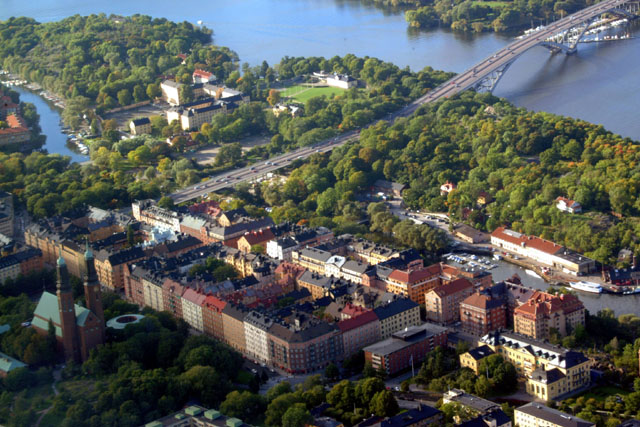
Långholmen

Långholmen es una isla situada en el centro de Estocolmo, en Suecia. Se encuentra entre Södermalm y Kungsholmen. 
En su mayor parte no tiene edificaciones y con vegetación más o menos densa. Es un lugar muy popular de paseo y de meriendas campestres, y sus pequeñas playas se abarrotan a menudo en verano.
Hasta 1975 aquí había una prisión, ahora transformada en hotel y albergue juvenil.